# Lista över svenska biskopar i Svenska kyrkans dotterkyrkor

## Biskopar av Tranquebar (Indien)
- David Bexell
- Carl Gustav Diehl
- Ernst Heuman
- Johannes Sandegren

## Biskopar i Sydafrika
- Helge Fosseus
- Erik Sundgren

## Biskop av Bukoba (Tanzania)
- Bengt Sundkler

## Biskop i Rhodesia/Zimbabwe[1]
- Arvid Albrektson
- Sigfrid Strandvik

## Biskop i Malaysia och Singapore
- Bertil Envall